# ورك منزاح للخارج
'ورك منزاح للخارج' أو (وَرِكٌ أرْوَح، انفراج في عظم أعلى الفخد) هو تشوه يحدث في منطقة الحوض، حيث يحدث ازدياد واضح في زاوية اعلى الفخد وهي ما بين رأس وجذع عظم الفخد.
في هذه الحالة عادة ما تكون قياس هذه الزاوية اعلى من الطبيعي ما يعادل أكبر من 135 درجه مقارنة بالقيمة الطبيعية (135-120 درجه) للجسم السليم .
غالبا ما يكون سبب حدوث هذا النوع من التشوه انزلاق يحدث لطرف اعلى عظم الفخد .

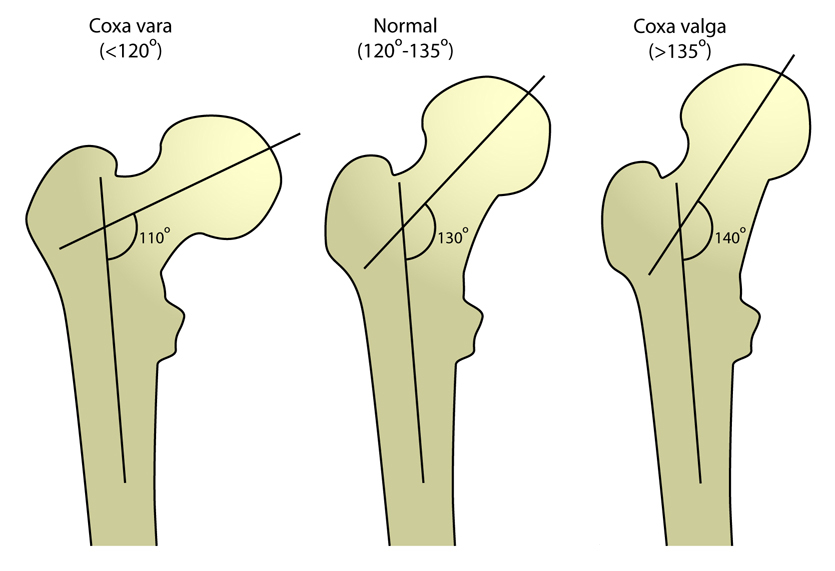
يمين الصورة يبين ورك منزاح للخارج مقارنة مع الوضع الطبيعي للجسم السليم في منتصف الصورة ل

التشخيص التفريقي الذي يحدث للاشخاص المصابين حدوث اضطرابات عصبية عضلية تتمثل ب (الشلل الدماغي، خلل في العمود الفقري، شلل الاطفال) ، أيضا من ضمن هذه الأعراض حدوث خلل في نسيج العظم والتهابات في المفاصل.